# Baranský potok
Baranský potok je krátký potok na myjavských Kopanicích, v jižní části okresu Myjava. Je to levostranný přítok Bystriny, měří 1,8 km a je vodním tokem VI. řádu.

## Pramen
Pramení v Malých Karpatech, v podcelku Brezovské Karpaty, na severozápadním svahu Klenové (585,0 m n. m.) v lokalitě Dvoly, v nadmořské výšce přibližně 315 m n. m. 

## Popis toku
Od pramene teče severozápadním směrem, přičemž na horním toku v období bez srážek vysychá a zprava přibírá přítok z oblasti Úvalu, který pramení západně od kóty 536,5 m. V blízkosti samoty Čierne blato se stáčí západním směrem.

## Ústí
Na okraji města Brezová pod Bradlom, na jihovýchodním svahu Barance (378,2 m n. m.; podle něj název potoka), se vlévá v nadmořské výšce cca 267 m n. m. do Bystriny.